# Svartgök
Svartgök (Cuculus clamosus) är en fågel i familjen gökar inom ordningen gökfåglar.

## Utseende och läte
Svartgöken är en stor gök som förekommer i två färgformer. Den ena är helsvart förutom vita spetsar på den långa stjärten, ibland även lite vit tvärbandning på andra ställen. Den andra har mörk rygg med rostfärgat bröst och svartvitbandad undersida. Liknande mörk form av jakobinskatgök och strimmig skatgök skiljer sig från svartgök genom att ha tofs på huvudet och tydliga vita inslag i vingarna.

## Utbredning och systematik
Svartgök delas in i två underarter:
- Cuculus clamosus gabonensis – förekommer från Liberia österut till Demokratiska republiken Kongo, Sydsudan, Uganda och västra Kenya
- Cuculus clamosus clamosus – förekommer i höglänta områden i Etiopien och i områden mellan Somalia och östra Sydafrika

Vissa behandlar arten som monotypisk.

## Status och hot
Arten har ett stort utbredningsområde, men tros minska i antal, dock inte tillräckligt kraftigt för att den ska betraktas som hotad. Internationella naturvårdsunionen IUCN listar arten som nära hotad (LC).